# カールスルーエ (軽巡洋艦・初代)

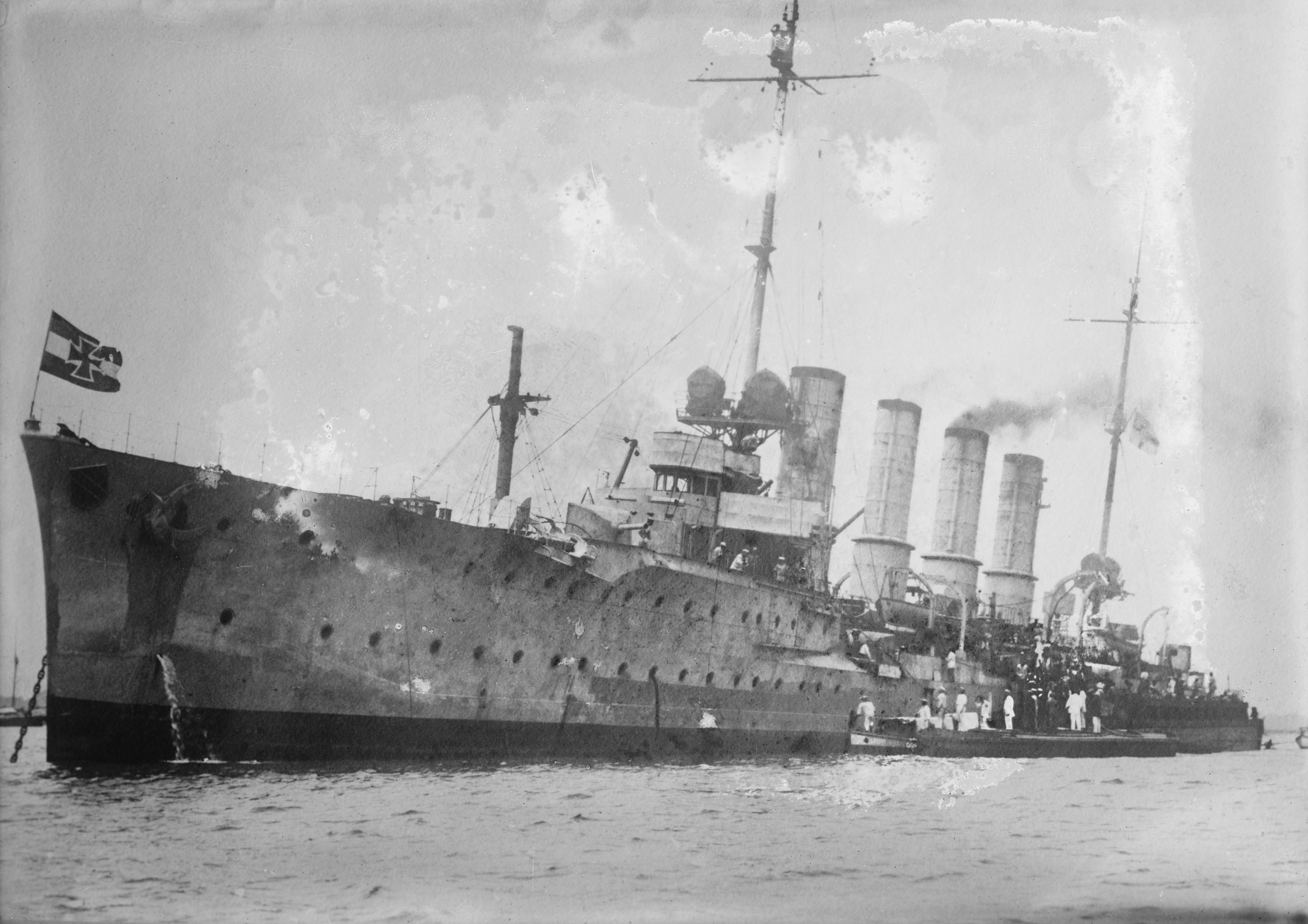
艦首方向から見たカールスルーエ

カールスルーエ (SMS Karlsruhe) は第一次世界大戦時のドイツ海軍の巡洋艦。カールスルーエ級小型巡洋艦の1隻。第一次世界大戦勃発後大西洋で通商破壊を行ったが、バルバドス攻撃に向かう途中であった1914年11月4日に突然爆発が起き沈没した。

## 艦歴

### 第一次世界大戦前
1911年9月21日起工。1912年11月11日進水。1914年1月15日就役。訓練などを行った後、巡洋艦ドレスデンと交代するためカリブ海へと向かった。カールスルーエはまずハイチのポルトープランスへと向かった。そこでドレスデンと合流し、カールスルーエ艦長のFritz Emil Lüdeckeがドレスデンの艦長となり、ドレスデン艦長のエーリッヒ・ケーラー (Erich Köhler) がカールスルーエ艦長となった。カールスルーエはハバナへ向むかい、それからメキシコへ向かおうとした。だが、オーストリア＝ハンガリー帝国がセルビア王国に宣戦布告したため、ケーラーはバハマで待機することにした。

### カリブ海からの脱出

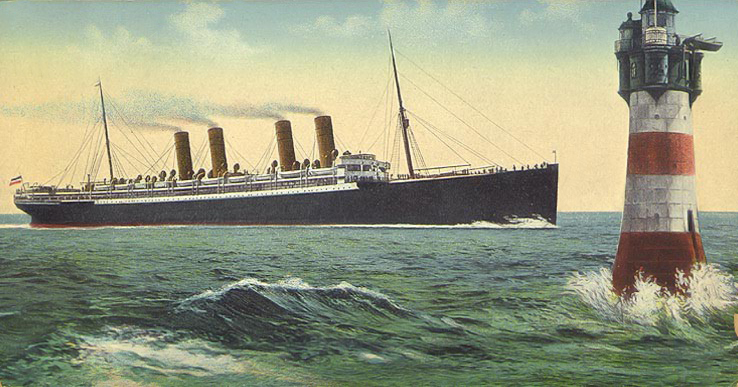
客船クローンプリンツ・ヴィルヘルム。

イギリスとの戦争が始まると、カールスルーエはまず8月6日に客船クローンプリンツ・ヴィルヘルムと合流した。クローンプリンツ・ヴィルヘルムを仮装巡洋艦とするために10.5cm砲をカールスルーエから移し、続いてクローンプリンツ・ヴィルヘルムからカールスルーエへ石炭などを移そうとしていた時に南からイギリスのモンマス級装甲巡洋艦サフォークが現れた。カールスルーエとクローンプリンツ・ヴィルヘルムは別々の方向へ逃走し、北へ向かったカールスルーエをサフォークが追跡した。サフォークより速いカールスルーエはサフォークを振り切ったが、今度は軽巡洋艦ブリストルと遭遇した。2隻は砲戦を行ったが共に命中弾は出なかった。カールスルーエは南東へ向かい、それをブリストルが追跡したが今度もカールスルーエが振り切った。
石炭の乏しくなったカールスルーエは補給のためプエルトリコのサンフアンへ向かった。サンフアンの次はウィレムスタッドで補給を行い、それからケーラーはブラジル沿岸で通商破壊を行うことを決めた。

### 通商破壊
通商破壊船でカールスルーエはイギリス船17隻とオランダ船1隻、合計76500トンを沈めるか捕獲した。途中からはケーラーは補給船を商船捜索に使用した。

### 沈没
イギリス軍による警戒が厳しくなり、また臨検した中立国の船により位置が通報されていると思われることから、ケーラーは現在の海域を離れカリブ海で攻撃を行うことを決めた。最初の攻撃目標にはバルバドスが選ばれた。11月4日18時30分、バルバドスへ向かっていたカールスルーエで大爆発が起き、艦橋より前が消滅した。この爆発で261名が死亡し、ケーラーもその中に含まれた。艦の残りの部分も爆発から27分後に沈んだ。
生存者130人は随伴していた2隻の船に救助された。2隻のうち1隻は自沈させられ、もう1隻のリオ・ネグロ (Rio Negro) は12月にドイツにたどり着いた。ドイツはカールスルーエの沈没を秘密にしたため、連合国は1915年3月までカールスルーエ捜索に労力を割くことになった。
カールスルーエで起きた爆発の原因は明確にはなっていない。